# Khái quát về quản trị kinh doanh
Các phác thảo sau đây được cung cấp như là một cái nhìn tổng quan và hướng dẫn về quản lý:
Quản trị kinh doanh – quản lý của một doanh nghiệp. Nó bao gồm mọi khía cạnh của giám sát và giám sát hoạt động kinh doanh. Quản lý là hành động của phân bổ nguồn lực để thực hiện mục tiêu mong muốn và mục tiêu hiệu quả, nó bao gồm kế hoạch, tổ chức, nhân viên hàng đầu hoặc chỉ đạo và kiểm soát một tổ chức (một nhóm của một hoặc nhiều người hơn, hoặc đơn vị) hay nỗ lực cho các mục đích của việc hoàn thành một mục tiêu.

## Tổng quan
- Quản lý –
- Kinh doanh (đại cương)
- Tinh thần doanh nhân–
- Tinh thần doanh nhân xã hội

## Các loại tổ chức
Tổ chức –
- Công ty –
  - Tập đoàn –
    - Tập đoàn phi lợi nhuận –
- Chính phủ –
- Tổ chức phi lợi nhuận –
  - Công ty phi lợi nhuận

## Các lĩnh vực ứng dụng quản lý
Ứng dụng quản lý có thể được sử dụng bởi một người hoặc một nhóm người và bởi một công ty hoặc một nhóm công ty tùy thuộc vào loại kỹ năng quản lý đang được sử dụng. Quản lý có thể được áp dụng cho mọi khía cạnh của hoạt động của một người hoặc một tổ chức:

### Kỹ năng tự quản lý
Tự quản là việc tự hành động để hoàn thành công việc. Quản lý hiệu quả bản thân là một điều kiện tiên quyết tự nhiên để quản lý hiệu quả. Các kỹ năng cá nhân liên quan đến hoạt động kinh doanh bao gồm:
- Hiệu quả quản lý – nhận được những điều phải làm. Peter Drucker nhắc nhở chúng ta rằng " hiệu quả có thể và phải được học".[2]
- Tự kiểm soát – nghĩa chung, điều khiển hành động và trạng thái của riêng mình
  - Quản lí sự chú ý –
  - Quản lí áp lực –
  - Quản lí công việc –
  - Quản lý thời gian –
- Tự làm chủ –
- Quản lý nguồn lực cá nhân
  - Quản lý thông tin cá nhân–
  - Quản lý tri thức cá nhân -
  - Tài chính cá nhân

### Các kĩ năng quản lý tổ chức tổng quát
- Quản trị
- Quản lý linh hoạt (Agile management)-
- Quản lý tài sản -
- Quản lý sự thay đổi - là một lĩnh vực quản lý tập trung vào thay đổi tổ chức. Nó nhằm mục đích đảm bảo rằng các phương pháp và thủ tục được sử dụng để xử lý hiệu quả và nhanh chóng của tất cả các thay đổi đối với cơ sở hạ tầng IT được kiểm soát, để giảm thiểu số lượng và tác động của bất kỳ sự cố liên quan nào khi dịch vụ.
- Quản lý xung đột -
- Giải quyết xung đột -
- Quản lý ràng buộc -
- Lý thuyết ràng buộc -
- Cải tiến tập trung -
- Mười hai điểm đòn bẩy để can thiệp vào một hệ thống của Donella Meadows -
- Quản trị doanh nghiệp -
- Quản lý chi phí -
- Quản lý khủng hoảng -
- Các nghiên cứu quản lý quan trọng (CMS)
- Quản lý quan hệ khách hàng -
- Quản lý dữ liệu -
- Quản lý thiết kế -
- Quản lý giá trị thu được -
- Quản lý tương tác con người -
- Quản lý hội nhập -
- Quản lý tạm thời
- Quản lý tri thức

Quản lý hậu cần
- Phát triển tổ chức -

Quản lý nhận thức
Hoạch định
- Quản lý quy trình - gồm các hoạt động lập kế hoạch và giám sát việc thực hiện một quy trình, đặc biệt trong ý nghĩa của quy trình kinh doanh, thường bị nhầm lẫn với việc tái cơ cấu.
- Quản lý chương trình
- Quản lí dự án (đại cương)
- Quản lý chất lượng -
- Quản lý yêu cầu
- Quản lý nguồn lực
- Quản lý rủi ro - quản lý chuyên môn nhằm giảm các rủi ro khác nhau liên quan đến một miền được lựa chọn trước đến mức được xã hội chấp nhận. Nó có thể bao gồm nhiều loại đe dọa do môi trường, công nghệ, con người, tổ chức, và chính trị.

Quản lý kỹ năng
- Quản lý chi tiêu
- Quản lý chiến lược
- Hoạch định chiến lược
- Quản lý hệ thống
- Khoa học quản lý - (MS) là môn học sử dụng các mô hình toán học và các phương pháp phân tích khác để giúp đưa ra các quyết định quản lý kinh doanh tốt hơn.
- Quản lý phi tuyến - (NLM) đưa ra các kỹ thuật và chiến lược quản lý để cho phép các tổ chức tự tổ chức, phát triển và thích ứng, bao gồm các phương pháp Agile, Evolutionary và Lean, cũng như nhiều cách khác.
- Quản lý hoạt động - lĩnh vực kinh doanh liên quan đến sản xuất hàng hoá và dịch vụ chất lượng tốt, và bao gồm trách nhiệm đảm bảo hoạt động kinh doanh hiệu quả và hiệu quả. Đó là quản lý các nguồn lực, phân phối hàng hoá và dịch vụ cho khách hàng, và phân tích các hệ thống hàng đợi.
- Quản lý khoa học - lý thuyết quản lý để phân tích và tổng hợp quy trình công việc, nâng cao năng suất lao động.

### Quản lý bộ phận
- Quản lý kế toán -
- Quản lý truyền thông -
- Quản lý kỹ thuật -
- Quản lý nội dung doanh nghiệp -
- Quản lý tài chính (đại cương)
- Quản trị nhân sự

Quản lý công nghệ thông tin
- Quản lý maketing
- Tạp vụ
- Quản lý sản phẩm
- Quản lý hồ sơ
- Quản lý chuỗi cung ứng

### Quản lý lĩnh vực hoặc tổ chức
- Quản lý hiệp hội
- Quản lý cộng đồng
- Quản lý giáo dục
- Quản lý cơ sở vật chất
- Quản lý đầu tư
- Quản lý đất đai
- Quản trị hành chính công
- Quản lý hành chính
- Quản lý nhà hàng
- Quản lý nghệ sỹ

## Chiến lược kinh doanh
Quản lý chiến lược –
- Cấu trúc –
- Chiến lược –
- Hệ thống – thủ tục lặp đi lặp lại được thiết kế để thực hiện một chiến lược.

### Phân tích kinh doanh
Phân tích kinh doanh – thiết lập của nhiệm vụ, kiến thức và các kỹ thuật yêu cầu để xác và xác định giải pháp cho các vấn đề kinh doanh. Giải pháp thường bao gồm một hệ thống phát triển thành phần nhưng cũng có thể bao gồm quá trình hoàn thiện hay thay đổi tổ chức 
- - Phân tích đối thủ cạnh tranh

### Thiết lập mục tiêu
Mục tiêu thiết lập – liên quan đến việc cụ thể đo đếm thời gian và nhắm mục tiêu
- Mục đích – hoặc mục tiêu bao gồm một trạng thái dự kiến của sự việc mà một người hoặc một hệ thống kế hoạch hoặc có ý định để đạt được hoặc mang lại - điểm kết thúc mong muốn của cá nhân hoặc tổ chức trong một số loại hình phát triển giả định. Nhiều người cố gắng để đạt được mục tiêu trong một khoảng thời gian hữu hạn bằng cách ấn định thời hạn
  - Ví dụ của mục tiêu kinh doanh
    - Lợi thế cạnh tranh –
      - Lợi thế cạnh tranh bền vững -

### Lên kế hoạch
Lên kế hoạch – trong tổ chức chính sách công là cả các tổ chức quá trình tạo ra và duy trì một kế hoạch, và tâm lý quá trình suy nghĩ về những hoạt động cần thiết để tạo ra một mục tiêu mong muốn trên một quy mô. 
- Lập kế hoạch –
  - Phương pháp đường găng – thuật toán lên kế hoạch cho một bộ hoạt động của dự án.
- Kế hoạch chiến lược –
  - Kế hoạch kinh doanh –
    - Quá trình kinh doanh –
    - (BPM) hoạt động đại diện cho quá trình của một doanh nghiệp, để quá trình hiện tại (như là ") có thể được phân tích và cải tiến trong tương lai (" để được ").

### Tiếp cận
- Tập trung –
- Phân cấp –
- Quản lý bởi mục tiêu –
- Sáu Sigma – chiến lược quản lý kinh doanh, được Motorola phát triển ban đầu, ngày nay được ứng dụng rộng rãi trong nhiều lĩnh vực công nghiệp.
- Mô hình Hệ thống Khả thi

### Phản hồi
- Báo cáo tài chính

### Sai lầm
- Tê liệt phân tích

## Khái niệm
- Quản lý cao cấp
- thẻ điểm cân bằng
- điểm chuẩn
- Hội đồng quản trị
- Doanh nghiệp
- Kinh doanh thông minh
- Mô hình kinh doanh - một hệ thống sản xuất lợi nhuận có mức độ độc lập quan trọng từ các hệ thống khác trong doanh nghiệp.
- Hoạt động kinh doanh -
- Hoạt động kinh doanh - là những hoạt động thường xuyên liên tục liên quan đến hoạt động kinh doanh với mục đích tạo ra giá trị cho các bên liên quan. Chúng tương phản với quản lý dự án và bao gồm các quy trình kinh doanh.
- Quy trình nghiệp vụ - là một tập hợp các hoạt động có liên quan hoặc có cấu trúc tạo ra một dịch vụ hoặc sản phẩm cụ thể (phục vụ một mục đích cụ thể) cho một khách hàng hoặc khách hàng cụ thể. Có ba loại quy trình kinh doanh: Quy trình quản lý, Quy trình vận hành, và Các quy trình hỗ trợ.
- Nghiên cứu trường hợp - là một phương pháp nghiên cứu bao gồm việc kiểm tra chiều sâu, theo chiều dọc của một trường hợp hoặc sự kiện đơn lẻ: trường hợp. Chúng cung cấp một cách có hệ thống các sự kiện, thu thập dữ liệu, phân tích thông tin và báo cáo kết quả.
- Kiểm soát thay đổi - các thủ tục được sử dụng để đảm bảo rằng những thay đổi (thông thường, nhưng không nhất thiết, đối với các hệ thống CNTT) được giới thiệu một cách có kiểm soát và phối hợp. Thay đổi kiểm soát là một khía cạnh chính của kỷ luật rộng hơn về quản lý thay đổi.
- Hình ảnh công ty -

Tên doanh nghiệp
- Chi phí trong kinh tế, kinh doanh, và kế toán là giá trị của tiền đã được sử dụng để sản xuất một cái gì đó, và do đó không có sẵn để sử dụng nữa. Trong kinh doanh, chi phí có thể là một trong những trường hợp mua lại, trong trường hợp đó số tiền chi tiêu để mua nó được tính là chi phí.

Yếu tố thành công quan trọng
- Sở hữu chéo
- Sự hiểu biết văn hóa
- Có thể giao hàng - sản phẩm làm việc được yêu cầu theo hợp đồng, sản xuất và giao hàng đến một tiểu bang được yêu cầu. Một giấy xuất chuyển có thể là một tài liệu, phần cứng, phần mềm hoặc các sản phẩm hữu hình khác.
- Mô hình hóa doanh nghiệp - là quá trình hiểu được một doanh nghiệp kinh doanh và cải thiện hiệu suất của nó thông qua việc tạo ra các mô hình doanh nghiệp. Điều này bao gồm việc mô hình hoá lĩnh vực kinh doanh có liên quan (thường tương đối ổn định), các quy trình nghiệp vụ (thường không ổn định hơn) và Công nghệ thông tin
- Quét môi trường -
- Cải tiến có trọng tâm - trong Lý thuyết Khó khăn là tập hợp các hoạt động nhằm nâng cao hiệu suất của bất kỳ hệ thống nào, đặc biệt là hệ thống kinh doanh, đối với mục tiêu của nó bằng cách loại bỏ các ràng buộc của nó từng cái một và bằng cách không làm việc không ràng buộc.
- Chủ nghĩa Ford -, được đặt tên theo Henry Ford, đề cập đến các lý thuyết xã hội khác nhau. Nó có nhiều ý nghĩa khác nhau nhưng có liên quan trong các lĩnh vực khác nhau, và cho các học giả Marxist và không Marxist.
- Nghiên cứu tương lai -
- Gian điệp công nghiệp

Nghiên cứu công nghiệp hoặc thị trường
- Đổi mới -
- Khả năng lãnh đạo
- Sản xuất tinh gọn (Lean) - thường được biết đến đơn giản là "Lean", là thực tiễn của một lý thuyết về sản xuất, coi việc chi tiêu các nguồn lực cho bất kỳ phương tiện nào ngoài việc tạo ra giá trị cho khách hàng giả định là lãng phí, một mục tiêu để loại bỏ.
- Mức độ nỗ lực - (LOE) được coi là một hoạt động hỗ trợ mà không cho vay chính nó để đo lường của một thành tựu rời rạc. Ví dụ về hoạt động như vậy có thể là kế toán ngân sách dự án, liên lạc khách hàng, v.v.
- Chế tạo -
- Nghiên cứu thị trường -
- Động cơ - là tập hợp các lý do để xác định một hành vi cụ thể.
- Nghiên cứu Hoạt động - (OR) ngành liên ngành của toán học ứng dụng và khoa học chính quy sử dụng các phương pháp như mô hình toán học, thống kê và các thuật toán để đưa ra các giải pháp tối ưu hoặc gần tối ưu cho các vấn đề phức tạp.
- Hoạt động, xem Hoạt động kinh doanh
- Phát triển Tổ chức - (OD) lên kế hoạch, cấu trúc, tổ chức toàn bộ nỗ lực để tăng hiệu quả của tổ chức và sức khỏe.
- Tổ chức - sắp xếp xã hội theo đuổi các mục tiêu tập thể, kiểm soát hoạt động của chính mình và có ranh giới tách khỏi môi trường của nó.
- Thuốc Poison -
- Danh mục đầu tư trong lĩnh vực tài chính là sự pha trộn phù hợp hoặc thu thập các khoản đầu tư do một tổ chức hoặc một cá nhân riêng lẻ nắm giữ.
- Kiến trúc quy trình - Thiết kế cấu trúc của các hệ thống xử lý chung và áp dụng cho các lĩnh vực như máy tính (phần mềm, phần cứng, mạng...), các quy trình nghiệp vụ (kiến trúc, chính sách và thủ tục doanh nghiệp, hậu cần, quản lý dự án vv) và bất kỳ quá trình nào khác hệ thống của mức độ phức tạp khác nhau.
- Lợi nhuận -
- Proport - sự kết hợp của các kỹ năng độc đáo của các thành viên của một tổ chức vì lợi ích tập thể.
- Chất lượng có thể có nghĩa là một mức độ xuất sắc cao ("một sản phẩm chất lượng"), một mức độ xuất sắc hoặc thiếu nó ("công việc có chất lượng trung bình"), hoặc tài sản gì đó (chất lượng nghiện rượu) 1] Khác với tiếng mẹ đẻ, chủ đề của bài viết này là sự giải thích về chất lượng kinh doanh.
- Chất lượng, Chi phí, Giao hàng(QCD) được sử dụng trong sản xuất lean, đánh giá hoạt động kinh doanh và phát triển Các chỉ số hoạt động chính. Phân tích QCD thường là một phần của các chương trình cải tiến liên tục
- Tái cấu trúc lại - thiết kế lại cơ bản các quy trình của tổ chức, đặc biệt là quy trình kinh doanh. Thay vì tổ chức một công ty thành các chuyên gia chức năng (như sản xuất, kế toán, tiếp thị, vv) và xem xét các nhiệm vụ mà mỗi chức năng thực hiện; các quy trình hoàn chỉnh từ việc thu mua nguyên vật liệu, đến sản xuất, tiếp thị và phân phối nên được xem xét. Công ty nên được thiết kế lại thành một loạt các quy trình.
- Kỹ thuật đảo ngược -
- Rủi ro - là xác suất chính xác của các sự kiện cụ thể.
- Giá trị cổ phiếu -
- Chu trình phát triển hệ thống - (SDLC) là bất kỳ quá trình hợp lý nào được sử dụng bởi một nhà phân tích hệ thống để phát triển một hệ thống thông tin, bao gồm các yêu cầu, xác nhận, đào tạo và quyền sở hữu của người dùng. SDLC sẽ tạo ra một hệ thống chất lượng cao đạt được hoặc vượt quá mong đợi của khách hàng, trong thời gian và chi phí ước tính, hoạt động hiệu quả và hiệu quả trong cơ sở hạ tầng công nghệ thông tin hiện tại và theo kế hoạch, và rẻ tiền để duy trì và tiết kiệm chi phí.[3]
- Kỹ thuật hệ thống - là một lĩnh vực liên ngành của kỹ thuật tập trung vào các dự án kỹ thuật phức tạp như thế nào nên được thiết kế và quản lý.
- Phân tích tác vụ - là phân tích hoặc phân tích chính xác cách thực hiện một nhiệm vụ, chẳng hạn như những nhiệm vụ phụ được yêu cầu
- Timeline - là một biểu diễn đồ họa của một trình tự thời gian của các sự kiện, còn được gọi là niên đại. Nó cũng có thể có nghĩa là một lịch biểu của các hoạt động, chẳng hạn như thời khóa biểu.
- Kỹ thuật giá trị - (VE) là một phương pháp có hệ thống để cải thiện "giá trị" hàng hoá và dịch vụ bằng cách sử dụng một kiểm tra chức năng. Giá trị, như được định nghĩa, là tỷ lệ của chức năng với chi phí. Do đó, giá trị gia tăng bằng cách cải thiện chức năng hoặc giảm chi phí. Đó là nguyên lý cơ bản của kỹ thuật giá trị mà các chức năng cơ bản được bảo tồn và không bị giảm đi như là kết quả của việc theo đuổi các cải tiến về giá trị.
- Wideband Delphi - là một kỹ thuật ước tính dựa trên sự đồng thuận để ước tính nỗ lực.

## Giáo dục quản trị kinh doanh
Giáo dục kinh doanh - dạy sinh viên các nguyên tắc cơ bản, lý thuyết và quy trình kinh doanh.
- Trường kinh doanh - cao đẳng cấp bằng quản trị kinh doanh. Một trường như vậy có thể được biết đến như là "trường quản trị", "trường quản trị kinh doanh", hay, thông tục, "trường b-school" hoặc "biz school".
- Danh sách các trường kinh doanh
- Giáo dục tinh thần kinh doanh
- đào tạo điều hành
- Bằng cử nhân quản lý
- Cấp đại học
  - Cử nhân Quản trị Kinh doanh - 
  - Cử nhân Thương mại - 
  - Cử nhân kinh doanh - 
  - Cử nhân Khoa học Kinh doanh
- Bằng cao học
  - Thạc sĩ Quản trị Kinh doanh - 
  - Thạc sĩ Kinh doanh Và Quản lý - 
  - Thạc sĩ Kinh doanh - 
  - Thạc sĩ thương mại - 
  - Thạc sĩ Kinh doanh Quốc tế - 
  - Thạc sĩ Quản lý - 
  - Thạc sỹ Quản lý Kỹ thuật - 
  - Thạc sĩ Doanh nghiệp - 
  - Thạc sĩ Tài chính - 
  - Thạc sĩ quản lý các tổ chức phi lợi nhuận - 
  - Thạc sỹ Quản trị Y tế - 
  - Thạc sỹ Khoa Học Quản lý Dự Án - 
  - Thạc sỹ Quản trị Công - tương đương với bằng Thạc sỹ Quản trị Kinh doanh, nhưng dành cho khu vực công. 
  - Thạc sỹ Khoa Học Quản lý - 
  - Thạc sỹ Khoa học Nghề nghiệp - 
  - MBA bền vững
- Bằng tiến sĩ 
  - Tiến sĩ Quản trị Kinh doanh (DBA) 
  - Tiến sĩ Thương mại (D.Com) 
  - Tiến sĩ Quản trị Y tế (D.H.A.) 
  - Tiến sĩ Quản lý (D.M., D.Mgt) 
  - Tiến sĩ Quản trị Công (DPA) 
  - Tiến sĩ quản lý (Ph.D) 
  - Tiến sĩ Quản trị Kinh doanh (bằng đôi)

## Con người trong quản trị kinh doanh

### Các vị trí quản lý
- Giám đốc kinh doanh – một người chịu trách nhiệm quản lý một tổ chức
  - Giám đốc điều hành – quản lý cấp cao của một tổ chức, công ty, hoặc công ty
  - Giám đốc – thành viên cấp cao của một công ty cổ phần cơ thể, chính phủ, quân đội
  - Giám đốc âm nhạc – người trong một hãng thu âm làm việc trong ban quản lý cấp cao. Còn được gọi là giám đốc điều hành.
  - Điều hành phòng thu –
  - Giám đốc sản xuất –
- Quản lý kinh doanh –
  - Quản lý cửa hàng –
  - Quản lý cao cấp –
    - Giám đốc điều Hành (GIÁM đốc điều hành) –
    - Giám đốc Tài chính (giám đốc TÀI chính) –
    - Trưởng phòng Marketing (CMO) –
    - Trưởng phòng an ninh (CSO) –
    - Giám đốc công nghệ thông tin (CNTT) –
    - Giám đốc điều hành (COO) –
    - giám đốc mua sắm chính (CPO) –
    - Giám đốc kinh doanh (đám đông) –
    - Giám đốc Công nghệ (, GIÁM đốc) –
    - Giám đốc tầm nhìn (CVO) –
    - Giám đốc nhân sự (CHRO) –
    - Giám đốc Học tập (CLO) –

### Những người có ảnh hưởng trong quản lý kinh doanh
- Những người tiên phong trong phương pháp quản lý
  - Jack Welch – thực hiện sáu sigma khắp General Electric, đưa nó trở thành phướng pháp được áp dụng rộng rãi trong công nghiệp.
  - Stafford Beer – giới thiệu điều khiển học quản lý đến ngành công nghiệp thép Anh và đã chịu trách nhiệm cho việc sử dụng đầu tiên của máy tính trong quản lý.
- Các nhà lý thuyết kinh doanh –
  - C. West Churchman –
  - Tom Peters